# UTC+0:20
UTC+0:20 je vremenska zona koja se koristila u Nizozemskoj od 1909. do 1940. Bila je poznata kao Amsterdamsko vrijeme ili Nizozemsko vrijeme.
Točna vremenska zona je zapravo bila GMT +0h 19m 32,13s sve do 17. ožujka 1937. godine kada je pojednostavljena na GMT +0h 20m. Kada su Nijemci okupirali Nizozemsku u drugom svjetskom ratu, uveli su berlinsko vrijeme, koje je ostalo do današnjih dana.

## Vanjske poveznice
- Wettelijke tijdregeling in Nederland (nizoz.)